# Max Pirkis
Max William R. Pirkis (Londres, 6 de enero de 1989) es un actor británico. Debutó en el medio cinematográfico con Master and Commander: The Far Side of the World (2003), película basada en las populares novelas de Patrick O'Brian. Pirkis consiguió el papel luego de que el equipo del largometraje asistiera a la institución donde el actor estudiaba, el Colegio Eton. Con respecto a su actuación, fue aclamada por la crítica, ganando el Evening Standard British Film Award en la categoría mejor actor recién llegado y el Young Artist Award al mejor actor joven en una película internacional. Desde 2005 hasta 2007, Pirkis actuó en la serie de televisión Roma, interpretando a Octavio Augusto.

## Primeros años
Pirkis nació el 6 de enero de 1989 en Londres. Es hijo de una editora, y tiene una hermana. Luego de estudiar en el Colegio Eton, asistió a la Universidad St. Catherine, ubicada en Cambridge, donde se graduó en teología. Allí, fue capitán del equipo de fútbol en 2009.

## Carrera interpretativa

### Trabajo enMaster and Commandery reconocimientos
Pirkis comenzó a actuar en obras escolares en el Colegio Eton, aunque nunca consideró dedicarse profesionalmente a la actuación. Aunque en ese momento Pirkis no tenía en claro qué hacer con su vida, actuó en la película de 2003 Master and Commander: The Far Side of the World. Su contratación se debió a que uno meses antes de comenzar el rodaje, el personal de la cinta visitó el Colegio Eton con el objetivo de contratar jóvenes para que dieran vida a varios miembros de la tripulación. A pesar de que el actor asistió a las audiciones simplemente como «una broma», a última hora consiguió el papel. El director Peter Weir dijo que Pirkis «se destacó muy tempranamente, pero no a la medida que se ve en la película, eso fue una completa sorpresa». Según Pirkis, en un principio se sentía nervioso porque debía actuar junto a Russell Crowe, aunque esto cambió al percatarse de que Crowe «es un tipo bastante normal».
Siendo uno de los cuatro actores adolescentes elegidos para la película, Pirkis investigó la historia de la Marina Real Británica y las guerras napoleónicas, ya que necesitaba prepararse para el papel. Esto lo hizo seis meses antes del comienzo del rodaje. Según el director, Pirkis posee «el alma de un actor experimentado», y por lo tanto, se desafiaba a sí mismo mientras actuaba. Debido a su personaje es manco, Pirkis debió llevar un muñón protésico en el set; ocultando su brazo real en un costado. Además, en algunas escenas se vio obligado a escribir y comer con su mano izquierda. La escena de la amputación se filmó en dos tomas, y según él, mientras esta se rodaba él pensaba en la muerte de un amigo suyo, buscando inspirarse.
Al poco tiempo de terminar Master and Commander, Pirkis fue contratado para ser representado por la agencia de talentos ICM, de Hollywood. Además, el actor colocó el dinero que ganó en un banco, esperando a cumplir los dieciocho años. Por su papel, Pirkis recibió elogios por parte de la crítica y ganó el Evening Standard British Film Award en la categoría mejor actor recién llegado y el Young Artist Award como mejor actor joven en una película internacional. Pirkis también fue candidato al Phoenix Film Critics Society Award a la mejor actuación de reparto. El crítico Jeremiah Kipp de Slant Magazine elogió la actuación de Pirkis. La película, por su parte, tuvo buena recaudación —costó 150 millones USD y recaudó 212 millones—, y fue candidata a diez Premios Óscar, de los que ganó dos.

### Trabajo en televisión y otros proyectos
Pirkis realizó su debut en la televisión en 2005. Hasta 2007, Pirkis encarnó Cayo Octavio —más tarde se convierte en César Augusto— en la serie de televisión de la BBC/HBO Roma. Muchos críticos destacaron la actuación de Pirkis y su carácter de líder. Al comienzo de la primera temporada, el columnista de The Washington Post Tom Shales destacó la interpretación del actor. Ya en la segunda temporada, Pirkis fue sustituido por Simon Woods, que encarnó a la versión adulta del personaje. En 2014 actuó en dos películas: The Quiet Ones y Flying Home.

## Filmografía
| Año       | Trabajo                                         | Rol           |
| --------- | ----------------------------------------------- | ------------- |
| 2003      | Master and Commander: The Far Side of the World | Lord Blakeney |
| 2005-2007 | Roma                                            | Augusto       |
| 2014      | The Quiet Ones                                  | David Q       |
| 2014      | Flying Home                                     | Jason         |

## Premios
| Año  | Premio                               | Categoría                                       | Trabajo                                         | Resultado |
| ---- | ------------------------------------ | ----------------------------------------------- | ----------------------------------------------- | --------- |
| 2003 | Evening Standard British Film Awards | Mejor actor recién llegado                      | Master and Commander: The Far Side of the World | Ganador   |
| 2003 | Young Artist Award                   | Mejor actor joven en una película internacional | Master and Commander: The Far Side of the World | Ganador   |
| 2003 | Phoenix Film Critics Society Awards  | Mejor actuación de reparto                      | Master and Commander: The Far Side of the World | Candidato |